# 天下無敵李平岡
《天下無敵李平岡》（韓語：천하무적 이평강）是韓國KBS於2009年11月9日起播放的月火迷你連續劇。根據韓國民間故事《傻瓜溫達與平岡公主》改編的愛情故事。

## 演員陣容
- 南相美 飾 李平岡：前世為平岡公主，今世為閃耀玫瑰度假村客室組職員
- 智鉉寓 飾 吳溫達：前世為溫達，今世為閃耀玫瑰度假村繼承人
- 崔明吉 飾 齊王后：前世為平岡公主的繼母，今世為溫達的繼母、齊榮留的生母，閃耀玫瑰度假村理事
- 吉用祐 飾 禹平原：前世為平原王，今世為溫達的父親，閃耀玫瑰度假村的代表
- 車藝蓮 飾 關芝樂：前世為高句麗妓生，今世為知名藝人，閃耀玫瑰度假村的代言人
- 徐道永 飾 愛德華：前世為鄰國突厥的王子，今世為高爾夫球選手
- 金興銖 飾 齊榮留：前世是成為榮留王的高建武，今世為齊王后的兒子
- 延美珠 飾 趙飛燕[註 1]：前世為平岡公主的護衛兼侍女，今世為李平岡的職場前輩
- 朴基雄 飾 趙善仁[註 2]：喜歡趙飛燕的度假村實習生
- 吳旭哲 飾 馬現泰[註 3]：閃耀玫瑰度假村本部長，禹平原會長的左右手
- 李德姬 飾 連娜福：前世為溫達的母親，今世為李平岡的母親
- 鄭殷杓 飾 里長：前世為溫達部下的兵卒，今世為江原道防口里小村里長
- 趙德賢 飾 蘇杜植[註 4]：閃耀玫瑰度假村客室組組長
- 李哲民 飾 春福：前世為溫達部下的兵卒，今世為里長幫的老么
- 崔承京 飾 指導者：前世為溫達部下的兵卒，今世為防口里小村的指導者
- 安慧京 飾 王成喜：閃耀玫瑰度假村客室組主任，喜姊妹三人幫領頭
- 申娜拉 飾 高敏喜：閃耀玫瑰度假村客室組職員，喜姊妹三人幫一員
- 崔允英 飾 奉小喜[註 5]：閃耀玫瑰度假村客室組職員，喜姊妹三人幫一員
- 宋米秦 飾 齊榮留的祕書
- 金歡熙 飾 李平溫：李平岡的妹妹

## 其他搭配歌曲
- 台灣中天綜合台版本
  - 片頭曲：A-Lin《大大的擁抱》
  - 片尾曲：信《遠得要命的愛情》

## 外部連結
- 韓國KBS官方網站 （页面存档备份，存于） 
- 台灣中天官方部落格 （繁體中文）

| 韓國 KBS 2TV 月火劇                        | 韓國 KBS 2TV 月火劇                               | 韓國 KBS 2TV 月火劇 |
| ------------------------------------------ | ------------------------------------------------- | ------------------- |
|                                            | 天下無敵李平岡 （2009年11月9日 - 2009年12月29日） |                     |
| 公主歸來 （2009年9月14日 - 2009年11月3日） | 學習之神 （2010年1月4日 - 2010年2月23日）         |                     |

| 台灣 中天綜合台 星期一至四 20:00 - 21:00     | 台灣 中天綜合台 星期一至四 20:00 - 21:00    | 台灣 中天綜合台 星期一至四 20:00 - 21:00 |
| -------------------------------------------- | ------------------------------------------- | ---------------------------------------- |
|                                              | 絕配冤家 （2011年10月27日 - 2011年12月8日） |                                          |
| 暴風的戀人 （2011年6月15日 - 2011年9月13日） | 沈春華Woman Show （2011年12月12日 - ）      |                                          |